# Дамиан фон дер Лайен
Дамиан фон дер Лайен (на немски: Damian von der Leyen; † 17 март 1636) е благородник от род фон дер Лайен. Той е чиновник в Курфюрство Трир. Резиденцията на фамилията е замък „Обербург“ в Гондорф на Долен Мозел в Рейнланд-Пфалц.
Той е син на Йохан Каспар Михаел фон дер Лайен († 27 ноември 1577/март 1578) и съпругата му Ева фон Палант († 29 април 1569), вдовица на Каспар фон Герминген, дъщеря на Даем фон Палант-Вилденбур-Вибелскирхен († 1565) и Катарина фон Ролинген († сл. 1539/сл. 1555). Внук е на канцлера на Курфюрство Кьолн Бартоломеус фон дер Лайен († 1539) и Катарина фон Палант († 1554). Баща му е брат на Йохан VI фон дер Лайен († 1567), архиепископ на Трир (1556 – 1567).
Между 1510 и 1815 г. замъкът и господството Адендорф (във Вахтберг в Северен Рейн-Вестфалия) принадлежат на род фон дер Лайен-Адендорф.
Дамиан фон дер Лайен е баща на двама курфюрсти и архиепископи, а син му Хуго Ернст е издигнат на имперски фрайхер.

## Фамилия
Дамиан фон дер Лайен се жени на 15 юни 1609 г. за Анна Катарина Валдбот фон Басенхайм (* 22 декември 1587; † 6 август 1666), дъщеря на Антон Валдбот фон Басенхайм († 25 април 1589, убит при Фрауенкирхен) и втората му съпруга Катарина фон Метерних († 24 юни 1624). Те имат 12 деца:
- Антоанета († 18 август 1639)
- Урсула Маргарета (* април 1613; † сл. 1630)
- Лотар Фридрих († декември 1640)
- Мария Катарина († сл. 1666), омъжена на 18 септември 1629 г. за Вилхелм фон Орсбек († 13 юли 1648), камерхер в Юлих; родители на:
  - Йохан Хуго фон Орсбек († 1711), архиепископ на Трир (1676 – 1711)
- Карл Каспар фон дер Лайен (* 18 декември 1618; † 1 юни 1676 в крепост Еренбрайтщайн), курфюрст и архиепископ на Трир (1652 – 1676)
- Хуго Ернст фон дер Лайен-Адендорф († 1 май 1665 в Кьолн), имперски фрайхер, женен на 10 януари 1652 г. за Мария София Квад фон Бушфелд († сл. 1668/сл. 1652), дъщеря на Адолф Квад фон Бушфелд († 1637) и Мария Анна Елизабет Валдбот фон Басенхайм.
- Дамиан Хартрад фон дер Лайен (* 12 март 1624 в Трир; † 6 декември 1678 в Майнц), курфюрст и архиепископ на Майнц (1675 – 1678) и епископ на Вормс
- Йохан Михаел († 20 февруари 1647)
- Анна Антоанета († 18 септември 1659), омъжена на 31 юни 1644 г. за фрайхер Йохан XXV фон Далберг Кемерер фон Вормс-Далберг († 13 януари 1670)
- Клара Гертруд († сл. 1649)
- Анна Леонора († сл. 1633)
- Елизабет Фелицитас († сл. 1633)